# Daniel María Cazón
Daniel María Cazón (Buenos Aires, 1826-28 de julio de 1878) fue un político, jurista y abogado argentino. Tras haberse instalado en la zona de la actual ciudad de Tigre, fue electo como Presidente del Comisionado Municipal (cargo, en ese entonces equivalente a Intendente) de Tigre en dos oportunidades, en 1869 y reelecto en 1871; además de otros cargos políticos, como convencional constituyente y senador provincial. Es considerado como el primer intendente de Tigre, además del organizador de la traza urbana que posee la ciudad hasta la actualidad, por lo que la avenida principal de la ciudad ostenta su nombre.

## Biografía
Cazón nació en una reconocida familia política criolla. Participó en la Batalla de Caseros, bajo el mando de Justo José de Urquiza y participó de la rebelión para apoyar la firma del Acuerdo de San Nicolás.
Cazón egresó como Abogado de la Universidad de Buenos Aires, donde además se doctoró en Derecho y fue docente. Ejerció como abogado inicialmente en Buenos Aires, donde se destacó en el Derecho Penal, siendo profesor de esta cátedra y, además, miembro de distintas comisiones redactoras para lograr el primer Código Penal Argentino.
Su gestión como Presidente del Comisionado Municipal, cargo que ocupó entre 1869 y 1873, cuando aún el partido ostentaba el nombre de partido de las Conchas, se destacó por la creación de nuevas escuelas, un nuevo trazado urbano, como también mejorar las conexiones con las islas de la zona del Delta. Se encontraba casado con Aureliana Sacriste en 1850, quien una vez instalados en Tigre, fundó la Sociedad de Beneficencia, quien además fue Inspectora de Escuelas de las islas del Delta. Tuvo una destacada actuación durante la epidemia de fiebre amarilla en Buenos Aires en 1871.
Cedió una parte de una propiedad al Estado municipal a la vera del Río Las Conchas (actualmente conocido como Reconquista), que se convirtió en un paseo público y que tras su muerte fue nombrado como Paseo Daniel María Cazón, donde se encuentra instalado un busto en su memoria. Por otra parte, desde 1978, una de las avenidas principales de la ciudad de Tigre lleva su nombre.
Reconocido francmasón, se desempeñó como Gran Maestre de la Gran Logia de Libres y Aceptados Masones de la Argentina entre 1867 y 1870.